# Trần Quốc Lệnh
Trần Quốc Lệnh (tiếng Trung: 陈国令; bính âm: Chén Guólìng; sinh tháng 6 năm 1947) là Thượng tướng đã nghỉ hưu của Quân Giải phóng Nhân dân Trung Quốc (PLA), nguyên Chính ủy Quân khu Nam Kinh từ năm 2007 đến năm 2012.

## Thân thế và binh nghiệp
Trần Quốc Lệnh sinh tháng 6 năm 1947 tại Ngõa Phòng Điếm, tỉnh Liêu Ninh, nhập ngũ năm 1968. Ông từng đảm nhiệm chức vụ Chính ủy Trung đoàn 32, Sư đoàn Pháo binh 10.
Từ năm 1985, Trần Quốc Lệnh lần lượt đảm nhiệm chức vụ Chính ủy Lữ đoàn Pháo binh, Tập đoàn quân 16 Lục quân; Chính ủy Sư đoàn Thủ bị 2; Chính ủy Sư đoàn xe tăng 4; Chủ nhiệm Ban Chính trị Tập đoàn quân 16 Lục quân.
Năm 1999, bổ nhiệm giữ chức Chính ủy Tập đoàn quân 16 Lục quân.
Tháng 7 năm 2001, Trần Quốc Lệnh được điều sang nhậm chức Chính ủy Tập đoàn quân 39 Lục quân, Quân khu Thẩm Dương.
Năm 2004, bổ nhiệm giữ chức Phó Chính ủy Quân khu kiêm Bí thư Ủy ban Kiểm tra Kỷ luật Quân khu Quảng Châu. Năm 2006, thăng quân hàm Trung tướng. Tháng 10 năm 2007, tại Đại hội Đảng Cộng sản Trung Quốc lần thứ 17, Trần Quốc Lệnh được bầu làm Ủy viên Ban Chấp hành Trung ương Đảng khóa XVII.
Năm 2007, bổ nhiệm giữ chức Chính ủy Quân khu Nam Kinh. Ngày 19 tháng 7 năm 2010, Trần Quốc Lệnh thụ phong quân hàm Thượng tướng.
Tháng 11 năm 2012, Trần Quốc Lệnh nghỉ hưu.